# Alaa Abdul-Zahra
Alaa Abdul-Zahra Khashan Al-Azzawi, arab. علاء عبدالزهرة خشَان العزاوي (ur. 22 grudnia 1987 w Bagdadzie) – iracki piłkarz, reprezentant kraju grający na pozycji ofensywnego pomocnika lub skrzydłowego.

## Kariera piłkarska
Karierę rozpoczął w 2004 w klubie Al-Zawraa. W 2006 został zawodnikiem klubu Mes Kerman. Po pół roku przeszedł do Shabab Al-Ordon Amman. W 2008 został zawodnikiem klubu Al-Merreikh. W 2009 przez sześć miesięcy występował w klubie Al-Khor. Od 2009 do 2011 był zawodnikiem klubu Al-Kharitiyath. W rundzie jesiennej sezonu 2011/2012 był piłkarzem Al-Wakrah SC, a wiosną grał w Qatar SC. W latach 2012–2014 grał w Dohuk SC. W 2014 zaliczył krótki epizod w Teraktor Sazi Tebriz. W tym samym roku został zawodnikiem Al-Shorta Bagdad, a po zakończeniu  sezonu wrócił do macierzystego Al-Zawraa.

## Kariera reprezentacyjna
W 2006 roku wraz z młodzieżową reprezentacją Iraku zdobył srebrny medal igrzysk azjatyckich. Rok później zadebiutował w pierwszej reprezentacji. W 2009 został powołany przez trenera Velibora Milutinovicia na Puchar Konfederacji 2009, gdzie Irak odpadł w fazie grupowej. Uczestnik Pucharu Azji 2011 i 2015. W sumie w reprezentacji wystąpił w 93 spotkaniach i zdobył 12 bramek.

## Sukcesy
Al-Zawraa
- mistrzostwo Iraku (2): 2005/2006, 2015/2016

Al-Merreikh Omdurman
- mistrzostwo Sudanu (1): 2008
- Puchar Sudanu (1): 2008

Reprezentacja Iraku U-23
- wicemistrzostwo igrzysk azjatyckich (1): 2006